# D-pad

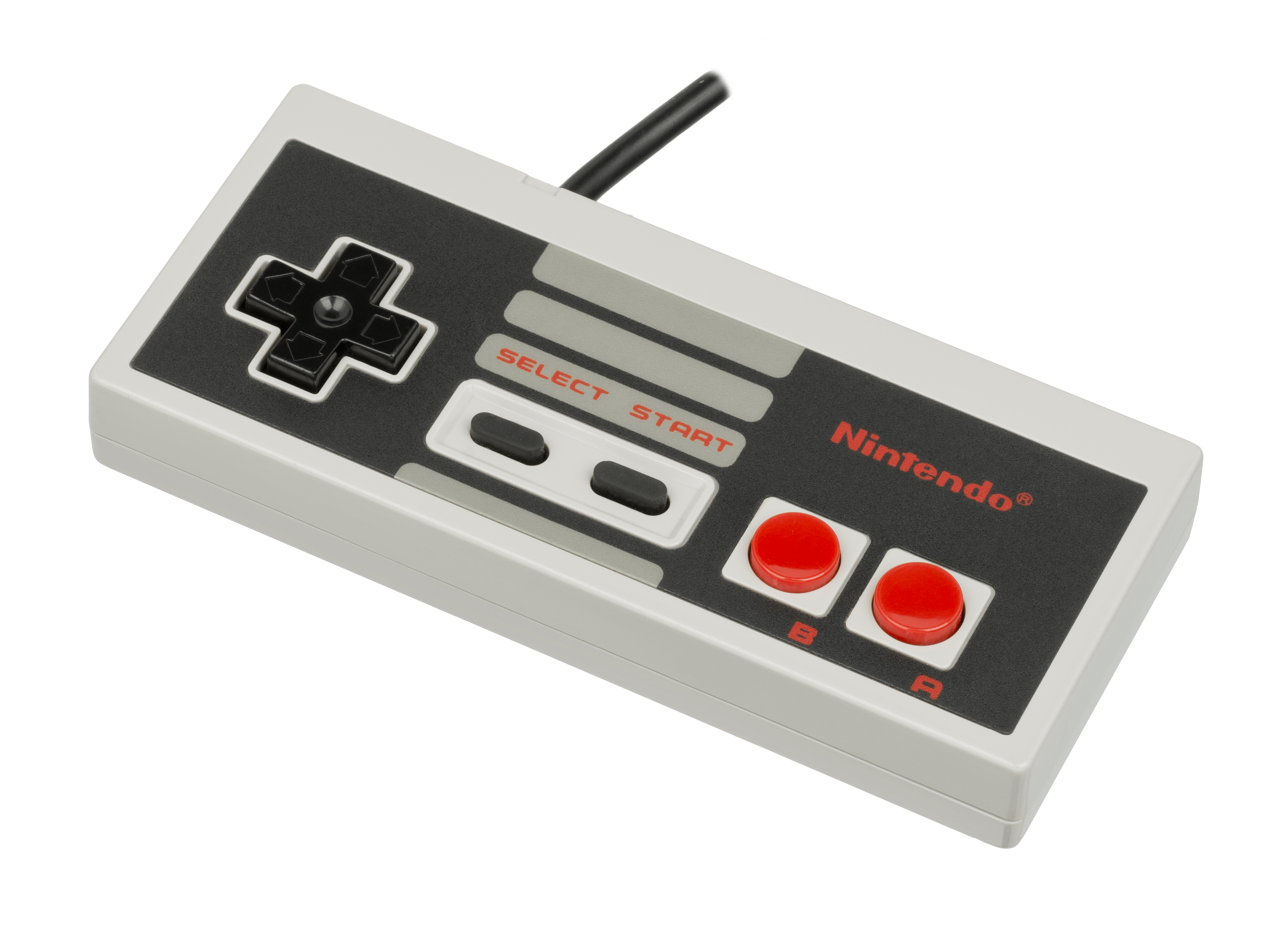
De NES-gamepad met de D-pad links (de kruisvormige knop).

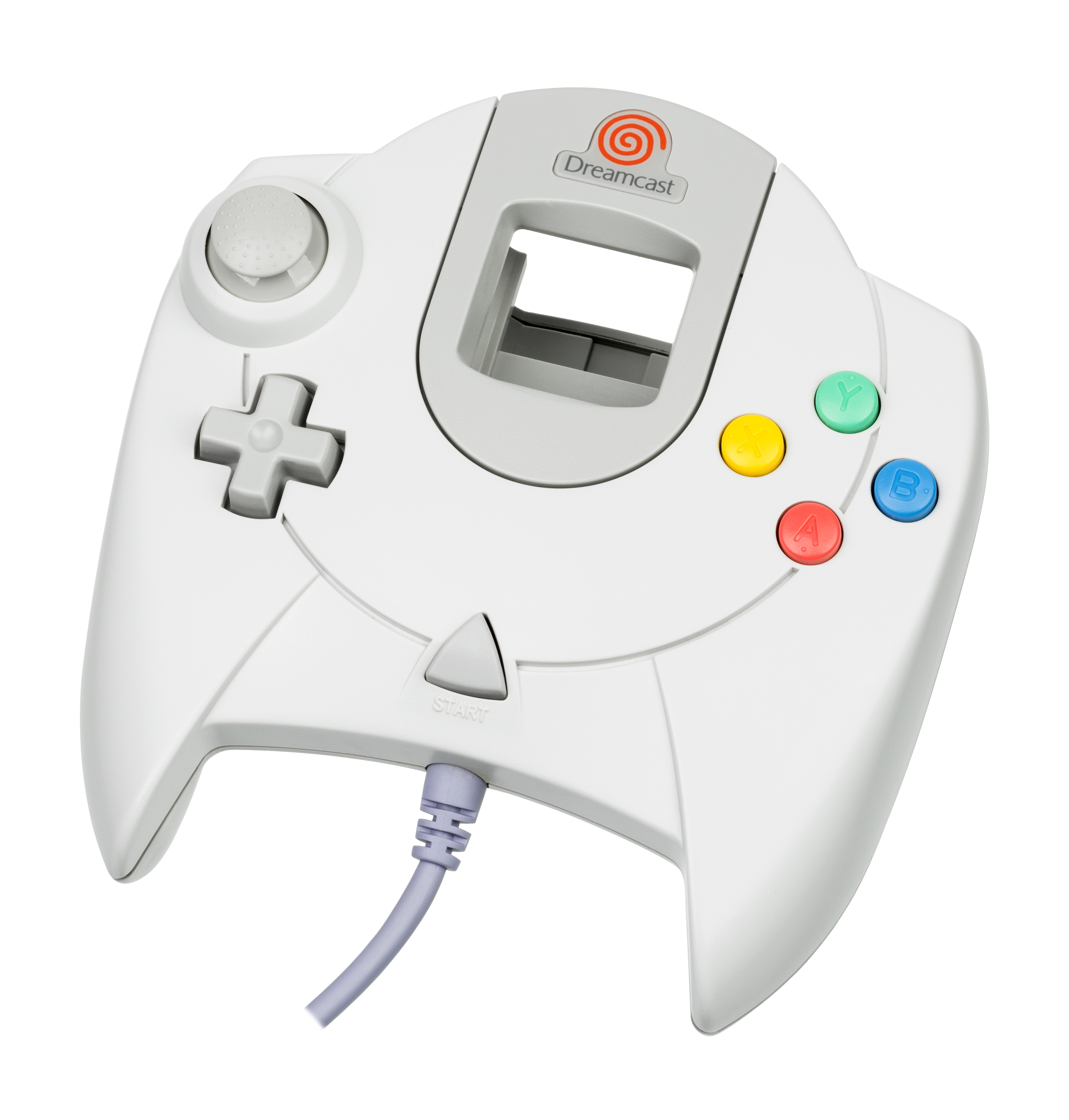
Vanaf het jaar 2000 verscheen er vaker een analoge besturing naast de D-pad.

Een D-pad is een vierpuntsdruktoets op gamecontrollers. De D-pad werd uitgevonden door Nintendo die de vierpuntsdruktoets voor het eerste gebruikt op sommige lcd computerspelletjes uit de Game & Watch-serie. In de jaren 80 kwam deze terug op het Nintendo Entertainment System. Na deze console bevatte zo goed als elke nieuwe controller een D-pad.

## Lijst van consoles waarvan de controller een D-pad bevat
- Atari Jaguar
- Panasonic 3DO
- Sega Master System
- Sega Mega Drive
- Sega Saturn
- Sega Dreamcast
- Nintendo Entertainment System
- Super Nintendo Entertainment System
- Virtual Boy
- Nintendo 64
- Nintendo Gamecube
- Wii
- Wii U
- Nintendo Switch Lite
- Nintendo Game Boy
- Game Boy Color
- Game Boy Advance
- Nintendo DS
- Nintendo DSi
- Nintendo 3DS
- New Nintendo 3DS
- Sony PlayStation
- Sony PlayStation 2
- Sony PlayStation 3
- Sony PlayStation 4
- Sony PlayStation 5
- Sony PlayStation Portable
- Sony PlayStation Vita
- Microsoft Xbox
- Microsoft Xbox 360
- Microsoft Xbox One
- Microsoft Xbox Series X
- Microsoft Xbox Series S
- Ouya